# Iso Loueletto
Iso Loueletto är öar i Finland. De ligger i Bottenhavet och i kommunen Pyhäranta i den ekonomiska regionen  Nystadsregionen i landskapet Egentliga Finland, i den sydvästra delen av landet. Öarna ligger omkring 83 kilometer nordväst om Åbo och omkring 220 kilometer väster om Helsingfors.
Arean för den av öarna koordinaterna pekar på är 8,6 hektar och dess största längd är 460 meter i sydöst-nordvästlig riktning. I omgivningarna runt Iso Loueletto växer i huvudsak blandskog.